# Géraud Christophe Michel Duroc
Géraud Christophe Michel Duroc, scris uneori Du Roc (25 octombrie 1772 - 23 mai 1813), duce de Friuli, a fost un general și diplomat francez, Mare Mareșal al Palatului Imperial în timpul Primului Imperiu. Se remarcă în cadrul armatei din Italia, unde devine aghiotant al generalului Bonaparte, devenind unul dintre prietenii cei mai apropiați ai acestuia. Ca diplomat se remarcă prin negocierea unora dintre cele mai importante tratate internaționale ale vremii: Tratatul de la Schönbrunn (1806), Tratatul de la Tilsit (1807) și abdicarea regelui Spaniei (1808). În calitate de militar, Duroc a fost cel mai des aghiotant al generalului Bonaparte, devenit Prim Consul și apoi Împărat dar s-a remarcat și în calitate de comandant operațional, de pildă la bătălia de la Austerlitz, unde l-a înlocuit pe Oudinot, rănit. În 1813, pe 22 mai este rănit grav de o ghiulea în timpul bătăliei de la Bautzen și moare după câteva ore.
1. 1 2  Geraud Duroc, Find a Grave, accesat în 9 octombrie 2017
2. 1 2  Géraud Christophe Michel Duroc, GeneaStar
3. 1 2 3  Autoritatea BnF, accesat în 10 octombrie 2015
4. 1 2  Geraud Christophe Michel Duroc duc de Frioul, Encyclopædia Britannica Online, accesat în 9 octombrie 2017